# Нижние Ташлы
Нижние Ташлы (баш. Түбәнге Ташлы) — село в Шаранском районе Республики Башкортостан Российской Федерации. Центр Нижнеташлинского сельсовета.

## География

### Географическое положение
Расположена в низовьях реки Ташчишма. Расстояние до:
- районного центра (Шаран): 35 км,
- ближайшей ж/д станции (Туймазы): 43 км.

## История
В 17-18 веках территорию нынешнего Шаранского района стали осваивать переселенцы как соседних, так и отдаленных регионов России. Наличие больших лесных массивов и плодородных земель, разветвленная речная сеть, довольно устойчивые климатические условия, сравнительно низкая плотность заселения края, а также его отдаленность от административных центров делали его привлекательным для переселенцев. Татары, марийцы и чуваши бежали в башкирские леса и степи, спасаясь от колониального гнета и насильственной христианизации.
Село Нижние Ташлы расположено на левобережье реки Сюнь, их опоясывают речки «Ташлинка» и «Тюльгаза». С северной стороны на всем протяжении села отгорожены великолепным сосновым бором, с северо-восточной стороны между селом и рекой раскинулись пойменные луга и пастбища - прекрасные кормовые угодья для скота. С восточной, и с западной стороны села раскинулись пашенные поля, и сенокосные луга.
По историческим данным село Нижние Ташлы образовалось в 1762 году. Текст договора к сожалению неизвестен. По словам самих тептярей, они живут на земле упомянутой волости «с давняго времени». Но деревня возникла между III (1762г.) и IV (1783г.) ревизиями. Первыми жителями были тептяри из числа татар, припущенные башкирами-вотчинниками Киргизской волости. Первыми обосновались тептяри семей по именам Айчуак и Санжап (? —1806г.)
Происхождение названия Ташлы с татарского означает «каменистый», «каменный».
Древни расположены на берегу р.Сюнь, их опоясывают речки «Ташлинка» и «Тюльгаза».
По переписи 1783 года в Нижних Ташлах находилось 5 домов, в них проживало 49 мужчин и 49 женщин, а в Верхних Ташлах 30 мужчин и 20 женщин. Постепенно демография села начинает медленно расти.
В 1870 году ташлинцам принадлежало 4 водяных мельниц, 200 ульев, также действовали 2 мечети.
В 2006 году объединён с деревней Присюньского лесничества с сохранением статуса села и наименования Нижние Ташлы (Закон Республики Башкортостан от 21.06.2006 № 329-з «О внесении изменений в административно-территориальное устройство Республики Башкортостан в связи с образованием, объединением, упразднением и изменением статуса населенных пунктов, переносом административных центров», ст. 2).

## Население
| 2002 | 2009 | 2010 |
| ---- | ---- | ---- |
| 554  | ↗571 | ↘443 |

Национальный состав
Согласно переписи 2002 года, преобладающие национальности — башкиры (63 %), татары (36 %).

## Религия
В селе есть мечеть.